# Susanne Lindh
Susanne Lindh, född 9 maj 1955 i Malmö, är en svensk civilekonom som mellan åren 2014 och 2017 var VD i Nobelhuset AB med uppdraget att planera, uppföra och förvalta ett nytt Nobel Center på Blasieholmen i Stockholm. Hon var stadsbyggnadsdirektör vid Stockholms stadsbyggnadskontor 2009–2014.
Susanne Lindh anställdes 2002 vid Vägverket som vägdirektör för Vägverket Region Skåne. Hon blev sedan Vägdirektör för Region Stockholm, för att 2008 bli chef verksamhetsområde Väg.
Susanne Lindh lämnade i augusti 2017 på egen begäran posten som VD för Nobelhuset AB som planerar att bygga det s.k. Nobel Center på Blasieholmen och arbetar numera som konsult med styrelser och som interimschef.